# Elisabeth Bieri
Pour les articles homonymes, voir Bieri.
Elisabeth Bieri, née le 15 février 1991, est une cavalière suisse de voltige.

## Carrière
Aux Jeux équestres mondiaux de 2018 à Tryon, elle remporte la médaille d'argent en voltige par équipes, avec Nadja Büttiker, Aline Koller, Samira Koller, Ramona Näf et Kyra Seiler.